# 菅原厚
菅原 厚（すがわら あつし、1979年2月28日 - ）は、青森放送（RAB）のアナウンサー。北海道苫小牧市出身。
2005年に青森放送に入社。同期に元同局アナウンサーの永井まどかと上野由加里がいる。

## 現在の担当番組

### テレビ
- RABニュースレーダー（メインキャスター （2018年4月 - ）※2006年10月 - 2018年3月まではサブキャスター）
- 東奥日報ニュース
- スポーツ実況（青森県民駅伝競走大会、全国高校サッカー選手権大会、春の高校バレー県大会 他）

### ラジオ
- 東奥日報ニュース
- 朝ワイ!ダッシュ（2016年4月7日 - 2023年3月30日）
- DJスガワラ（2012年度・2013年度・2014年度・2018年度それぞれのプロ野球オフシーズン中のみ）
- RAB月曜夜話

## 過去の出演番組

### テレビ
- @なまてれ（青森駅前中継担当（2005年10月 - 2006年9月） → 金曜ニュースコーナー担当（番組終了まで））

### ラジオ
- あおもりTODAY （木曜「ラジオ雑貨店」第2週中継担当（2009年3月まで）。新人時代には同期の上野とともに、水曜「それいけ!お天気追跡隊」にお天気ノー天気隊隊員としてレギュラー出演）
- 水曜kira-kira☆ あなたとスガワラ（2006年度・2007年度それぞれのプロ野球オフシーズン中のみ）
- スガワラ道場! （2010年度・2011年度それぞれのプロ野球オフシーズン中のみ）
- 音楽しりとり
- 土曜サークル発見隊
- 青森県広報タイム
- 朝から!?スガワラ（2014年4月6日 - ）
- 海の気象ニュース（不定期出演）